# Wallon-Cappel
Wallon-Cappel (en néerlandais : Waalskappel) est une commune française située dans le département du Nord, en région Hauts-de-France.

## Géographie

### Situation
Wallon-Cappel est située en Flandre française, limitrophe de l'ouest d'Hazebrouck,  à 15 km à l'est de Saint-Omer, 35 km au sud de Dunkerque, 40 km à l'ouest de Lille et 50 km au sud-est de Calais.

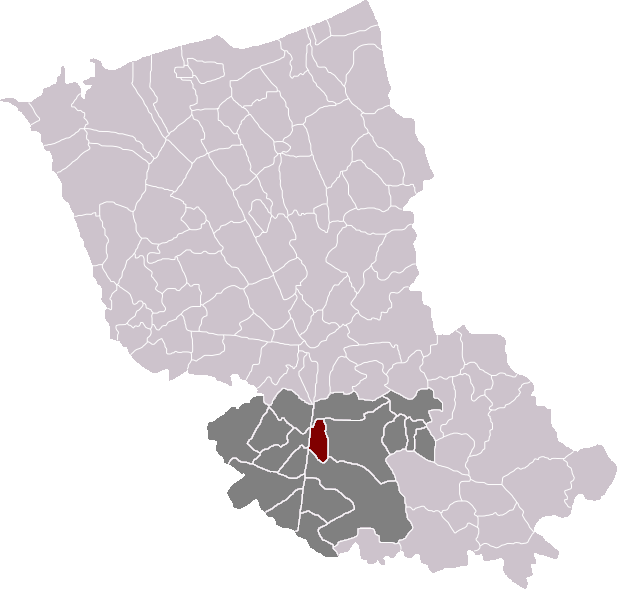
Wallon-Cappel dans son canton et son arrondissement.

### Communes limitrophes
| Staple | Hondeghem     |            |
| Lynde  | Wallon-Cappel | Hazebrouck |
| Sercus | Morbecque     |            |

### Accès et transports
Wallon-Cappel était traversée dans le passé par une voie romaine menant de Cassel à Aire-sur-la-Lys, passant par Oxelaëre,  Staple, Sercus, Thiennes et d'Aire se poursuivait vers Amiens , via Saint-Pol-sur-Ternoise, Doullens.
Wallon-Cappel est située sur l'ancienne route nationale 42 (aujourd'hui RD 642) vers Boulogne-sur-Mer, Saint-Omer et l'A26 (vers Calais) à l'ouest, et l'A25 (vers Armentières et Lille) à l'est. Elle est actuellement l'une des seules communes à être traversée en son centre par cette route qui est une voie rapide sur les trois-quarts de sa longueur. Le trafic dense (17 000 véhicules par jour) et les vitesses élevées des automobilistes poussent les élus depuis de nombreuses années à envisager un contournement de la ville.
La gare la plus proche est celle d'Hazebrouck, desservie par le TGV Nord européen (ligne Paris-Arras-Lens-Béthune-Hazebrouck-Dunkerque) ainsi que par des TER Nord-Pas-de-Calais en direction de Lille, Calais, Dunkerque, Arras et Béthune.

### Hydrographie

#### Réseau hydrographique
La commune est située dans le bassin Artois-Picardie. Elle est drainée par le Crinchon,,.
La Bourre, d'une longueur de 19 km, prend sa source dans la commune de Lynde et se jette  dans le canal d'Hazebrouck en limite de Morbecqueet de Vieux-Berquin, après avoir traversé huit communes. 

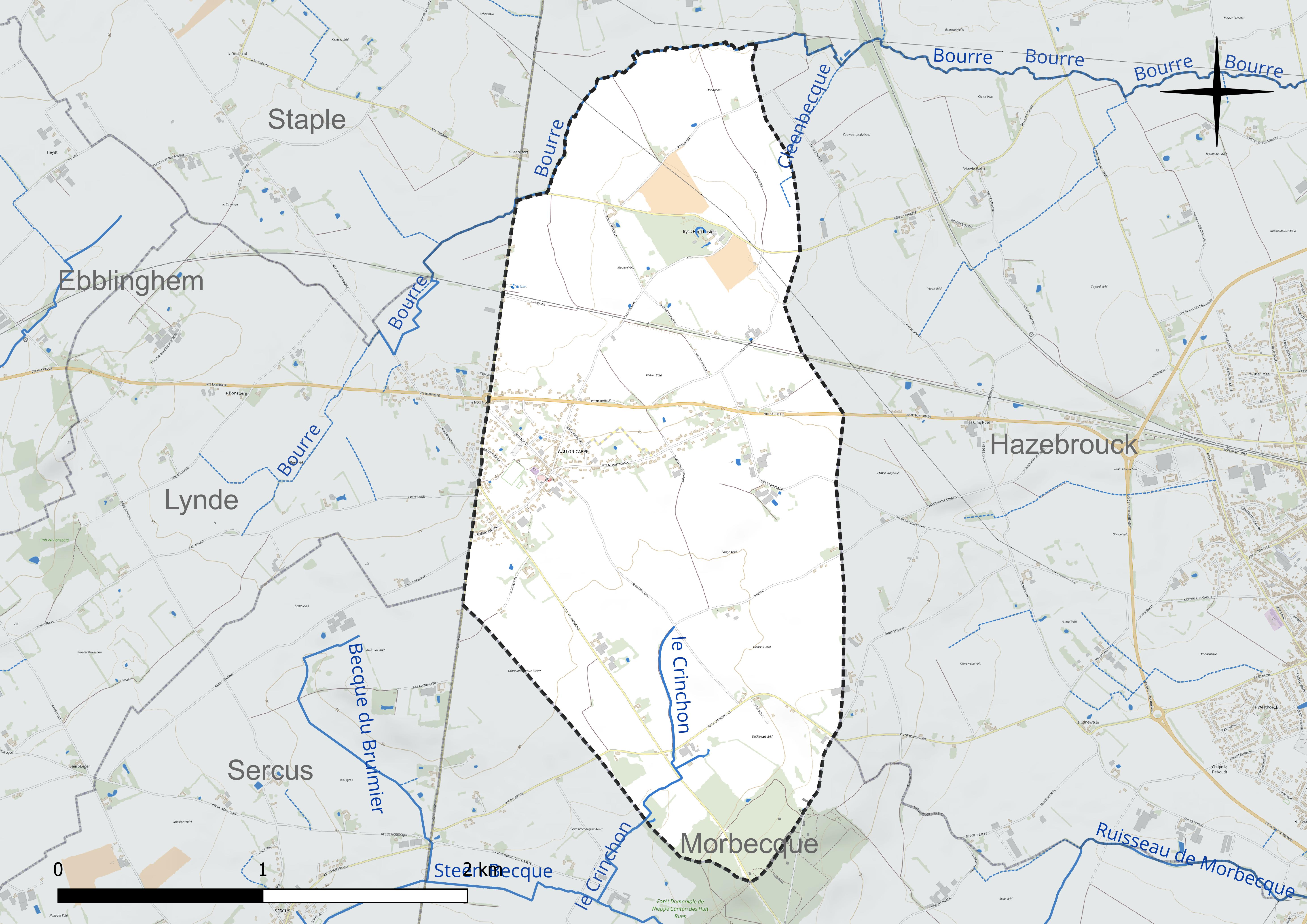
Réseau hydrographique de Wallon-Cappel.

#### Gestion et qualité des eaux
Le territoire communal est couvert par le schéma d'aménagement et de gestion des eaux (SAGE) « Lys ». Ce document de planification concerne un territoire de 1 835 km2 de superficie, délimité par le bassin versant de la Lys. Le périmètre a été arrêté le 29 mai 1995 et le SAGE proprement dit a été approuvé le 6 août 2010, puis révisé le 20 septembre 2019. La structure porteuse de l'élaboration et de la mise en œuvre est le syndicat mixte pour l'élaboration du SAGE de la Lys (SYMSAGEL). 
La qualité des cours d'eau peut être consultée sur un site dédié géré par les agences de l'eau et l'Agence française pour la biodiversité. 

### Climat
Pour des articles plus généraux, voir Climat des Hauts-de-France et Climat du Nord.
En 2010, le climat de la commune est de type climat océanique altéré, selon une étude du CNRS s'appuyant sur une série de données couvrant la période 1971-2000. En 2020, Météo-France publie une typologie des climats de la France métropolitaine dans laquelle la commune est exposée à un climat océanique et est dans la région climatique  Côtes de la Manche orientale, caractérisée par un faible ensoleillement (1 550 h/an) ; forte humidité de l'air (plus de 20 h/jour avec humidité relative > 80 % en hiver), vents forts fréquents. 
Pour la période 1971-2000, la température annuelle moyenne est de 10,6 °C, avec une amplitude thermique annuelle de 13,5 °C. Le cumul annuel moyen de précipitations est de 754 mm, avec 12,7 jours de précipitations en janvier et 8,5 jours en juillet. Pour la période 1991-2020, la température moyenne annuelle observée sur la station météorologique la plus proche, située sur la commune de Steenvoorde à 12 km à vol d'oiseau, est de 11,2 °C et le cumul annuel moyen de précipitations est de 727,8 mm,. Pour l'avenir, les paramètres climatiques de la commune estimés pour 2050 selon différents scénarios d'émission de gaz à effet de serre sont consultables sur un site dédié publié par Météo-France en novembre 2022.

## Urbanisme

### Typologie
Au 1er janvier 2024, Wallon-Cappel est catégorisée bourg rural, selon la nouvelle grille communale de densité à sept niveaux définie par l'Insee en 2022.
Elle est située hors unité urbaine. Par ailleurs la commune fait partie de l'aire d'attraction d'Hazebrouck, dont elle est une commune de la couronne,. Cette aire, qui regroupe 11 communes, est catégorisée dans les aires de moins de 50 000 habitants,.

### Occupation des sols
L'occupation des sols de la commune, telle qu'elle ressort de la base de données européenne d'occupation biophysique des sols Corine Land Cover (CLC), est marquée par l'importance des territoires agricoles (88,1 % en 2018), en diminution par rapport à 1990 (92,1 %). La répartition détaillée en 2018 est la suivante : 
terres arables (88 %), zones urbanisées (7,9 %), forêts (4 %), prairies (0,1 %). L'évolution de l'occupation des sols de la commune et de ses infrastructures peut être observée sur les différentes représentations cartographiques du territoire : la carte de Cassini (XVIIIe siècle), la carte d'état-major (1820-1866) et les cartes ou photos aériennes de l'IGN pour la période actuelle (1950 à aujourd'hui).

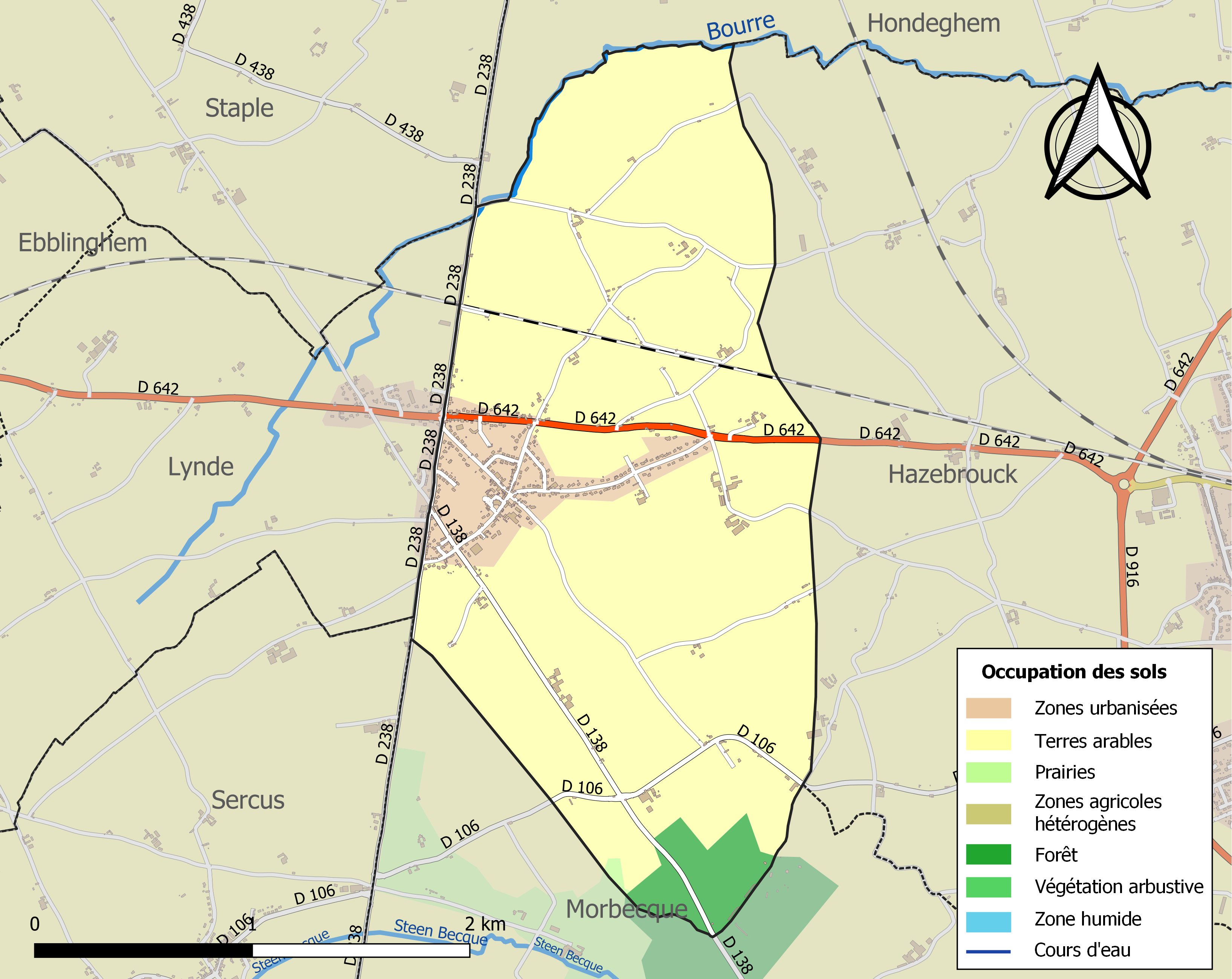
Carte des infrastructures et de l'occupation des sols de la commune en 2018 (CLC).

## Histoire
Entre 1106 et 1121, Hermès de Wallon-Cappel fut abbé de l'abbaye de Saint-Winoc de Bergues. Il se retira pour mourir dans l'abbaye Saint-Nicaise de Reims.
En 1191, l'autel de Wallon-Cappel est cédé au chapitre de Thérouanne (chapitre de chanoines de Thérouanne, siège du diocèse de Thérouanne), par maître Arnould, (sans doute le prêtre de la paroisse) lié à l'évêque Didier (liste des évêques de Thérouanne).
En 1229, le chevalier Roger de Wallon-Cappel fait hommage à Jean abbé de l'abbaye Saint-Bertin de Saint-Omer pour une rente annuelle de quatre livres de monnaie courante.
De 1580 à 1592, François de Wallon-Capelle a été évêque de Namur.
Du point de vue religieux, la commune était située dans le diocèse de Thérouanne puis dans le diocèse d'Ypres, doyenné de Cassel.

## Population et société

### Démographie

#### Évolution démographique
L'évolution du nombre d'habitants est connue à travers les recensements de la population effectués dans la commune depuis 1793. Pour les communes de moins de 10 000 habitants, une enquête de recensement portant sur toute la population est réalisée tous les cinq ans, les populations de référence des années intermédiaires étant quant à elles estimées par interpolation ou extrapolation. Pour la commune, le premier recensement exhaustif entrant dans le cadre du nouveau dispositif a été réalisé en 2007.

En 2022, la commune comptait 798 habitants, en évolution de −3,27 % par rapport à 2016 (Nord : +0,51 %, France hors Mayotte : +2,11 %).
| 1793 | 1800 | 1806 | 1821 | 1831 | 1836 | 1841 | 1846 | 1851 |
| ---- | ---- | ---- | ---- | ---- | ---- | ---- | ---- | ---- |
| 676  | 656  | 747  | 631  | 653  | 650  | 672  | 646  | 637  |

| 1856 | 1861 | 1866 | 1872 | 1876 | 1881 | 1886 | 1891 | 1896 |
| ---- | ---- | ---- | ---- | ---- | ---- | ---- | ---- | ---- |
| 609  | 662  | 710  | 738  | 746  | 700  | 679  | 689  | 696  |

| 1901 | 1906 | 1911 | 1921 | 1926 | 1931 | 1936 | 1946 | 1954 |
| ---- | ---- | ---- | ---- | ---- | ---- | ---- | ---- | ---- |
| 689  | 706  | 630  | 603  | 579  | 531  | 509  | 531  | 485  |

| 1962 | 1968 | 1975 | 1982 | 1990 | 1999 | 2006 | 2007 | 2012 |
| ---- | ---- | ---- | ---- | ---- | ---- | ---- | ---- | ---- |
| 451  | 452  | 460  | 546  | 653  | 831  | 894  | 903  | 869  |

| 2017 | 2022 | - | - | - | - | - | - | - |
| ---- | ---- | - | - | - | - | - | - | - |
| 811  | 798  | - | - | - | - | - | - | - |

#### Pyramide des âges
La population de la commune est relativement jeune.
En 2018, le taux de personnes d'un âge inférieur à 30 ans s'élève à 32,0 %, soit en dessous de la moyenne départementale (39,5 %). À l'inverse, le taux de personnes d'âge supérieur à 60 ans est de 27,2 % la même année, alors qu'il est de 22,5 % au niveau départemental.
En 2018, la commune comptait 418 hommes pour 388 femmes, soit un taux de 51,86 % d'hommes, largement supérieur au taux départemental (48,23 %).
Les pyramides des âges de la commune et du département s'établissent comme suit.
| Hommes | Classe d’âge | Femmes |
| ------ | ------------ | ------ |
| 0,3    | 90 ou +      | 0,5    |
| 4,7    | 75-89 ans    | 6,4    |
| 20,6   | 60-74 ans    | 22,0   |
| 24,3   | 45-59 ans    | 25,9   |
| 15,8   | 30-44 ans    | 15,8   |
| 16,4   | 15-29 ans    | 14,0   |
| 18,0   | 0-14 ans     | 15,4   |

| Hommes | Classe d’âge | Femmes |
| ------ | ------------ | ------ |
| 0,5    | 90 ou +      | 1,4    |
| 5,3    | 75-89 ans    | 8,1    |
| 14,8   | 60-74 ans    | 16,2   |
| 19,1   | 45-59 ans    | 18,4   |
| 19,5   | 30-44 ans    | 18,7   |
| 20,7   | 15-29 ans    | 19,1   |
| 20,2   | 0-14 ans     | 18     |

## Culture locale et patrimoine

### Lieux et monuments
- L'église Saint-Martin, qui domine le village.

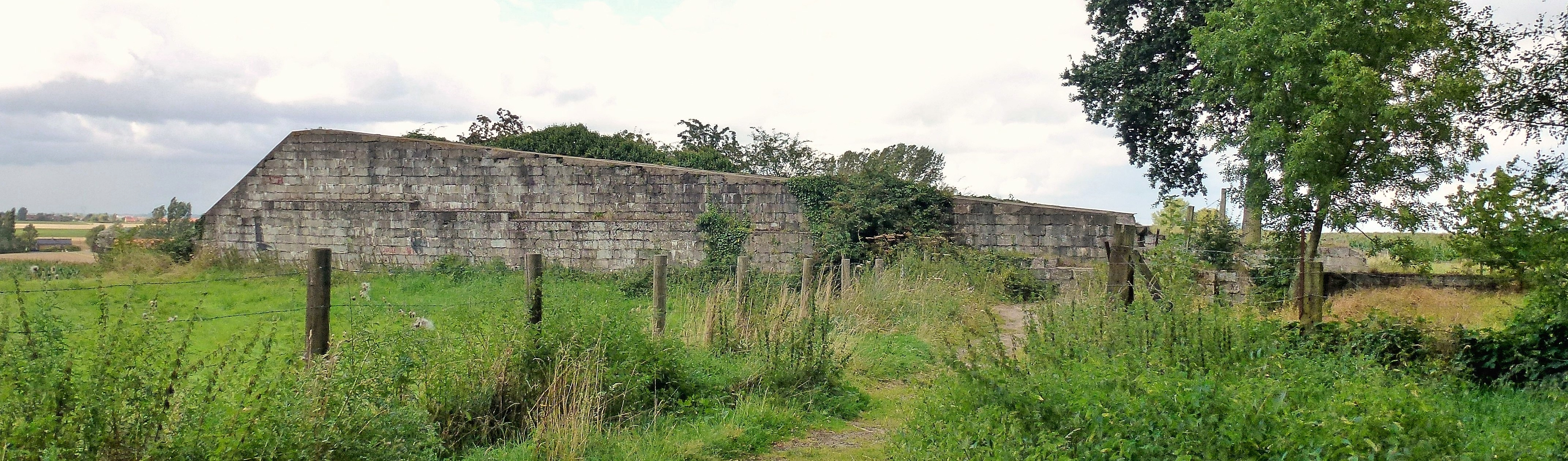
Bois des Huit Rues vestige de la base de lancement de V1

- Dans le bois des huit rues, la construction d'une base de lancement de missiles V1 a débuté en 1943. Les deux rampes pointées vers l'Angleterre, et les abris encore visibles n'ont jamais été mis en service du fait des bombardements localisés. Le site visible du ciel a pris le nom de site en ski.
- Plusieurs chemins balisés permettent aux randonneurs de découvrir la région de Wallon-Cappel et Morbecque: le chemin du prince et le circuit de Saint-Erasme.

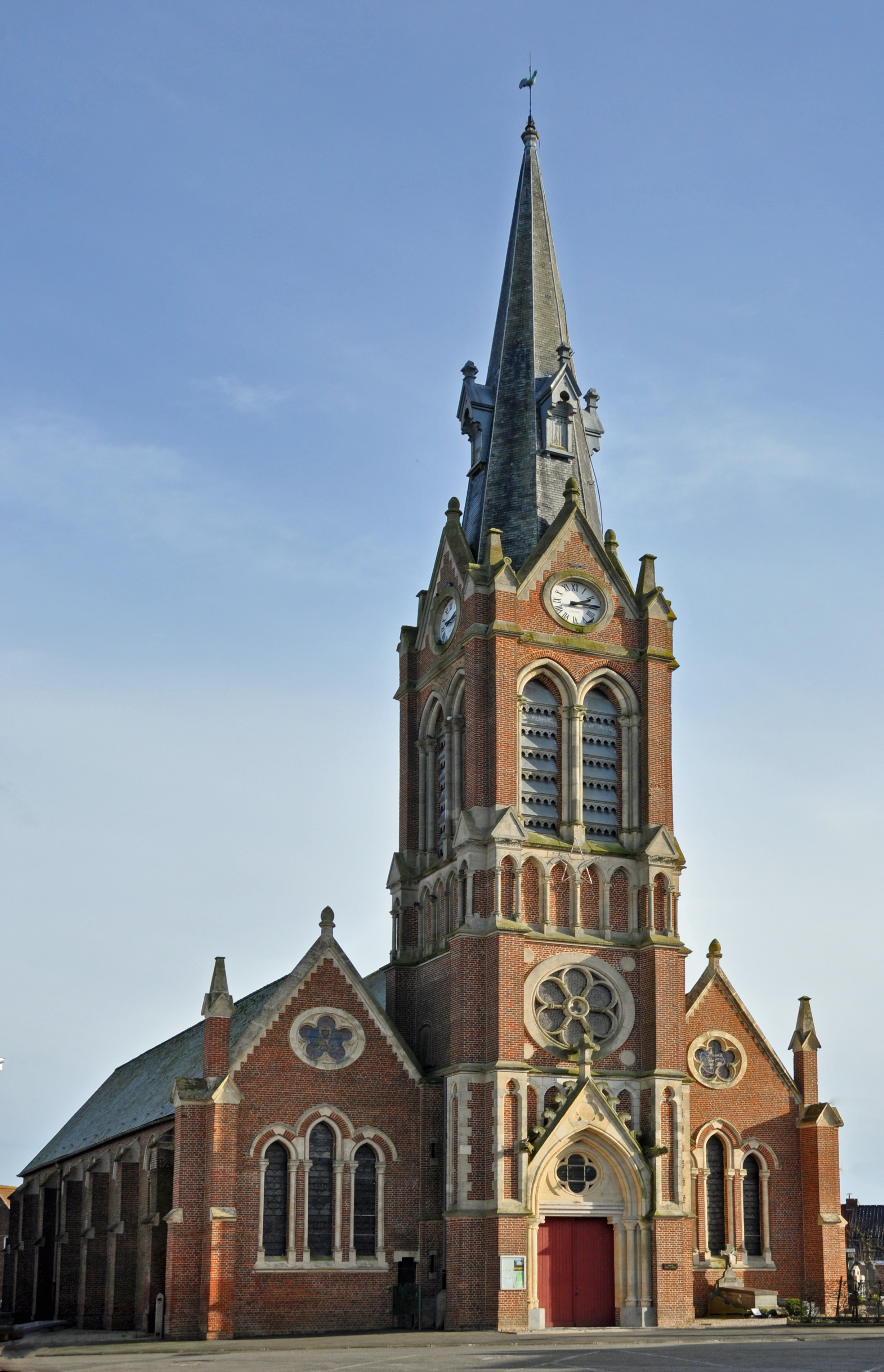
L'église St Martin.
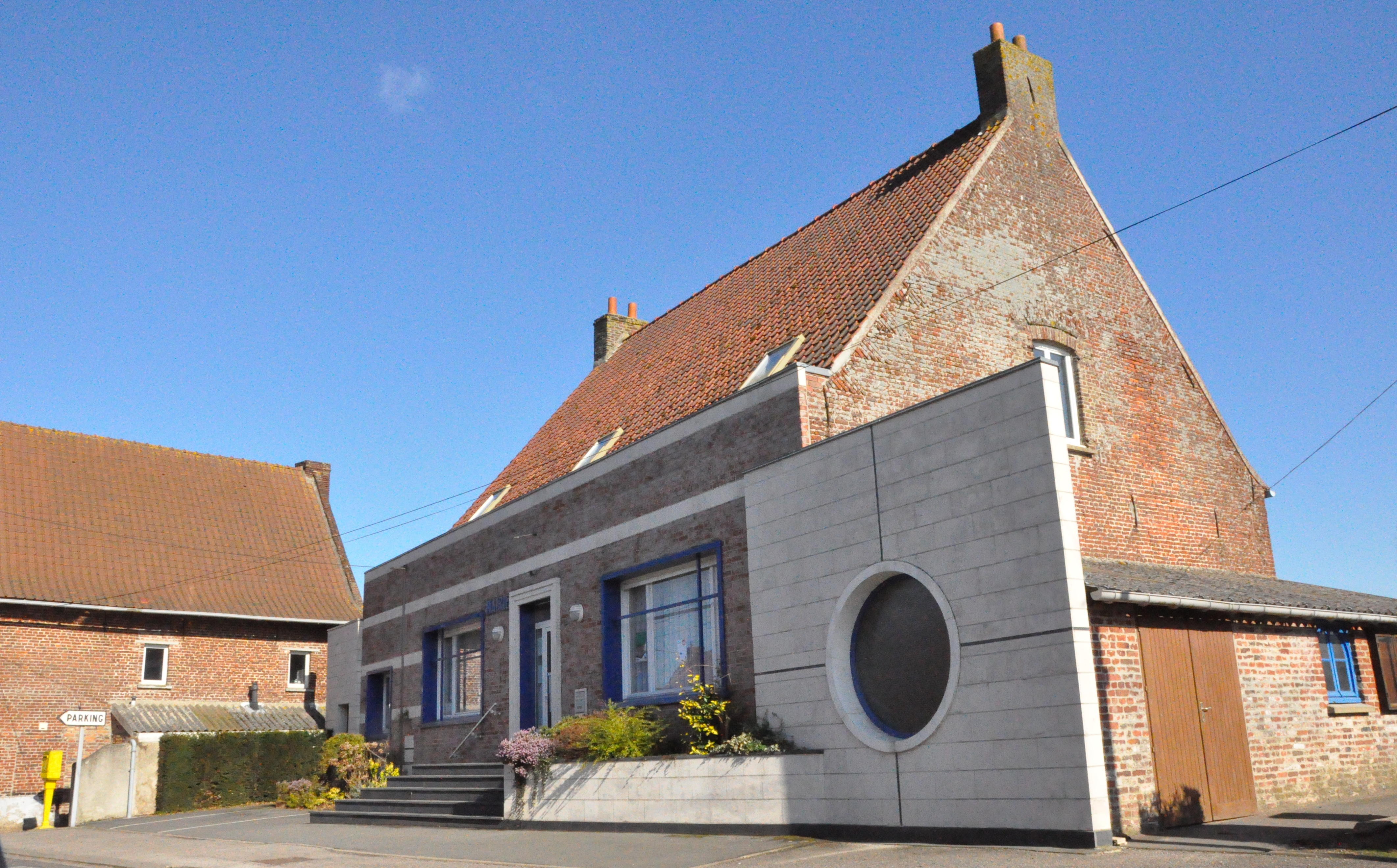
La mairie.
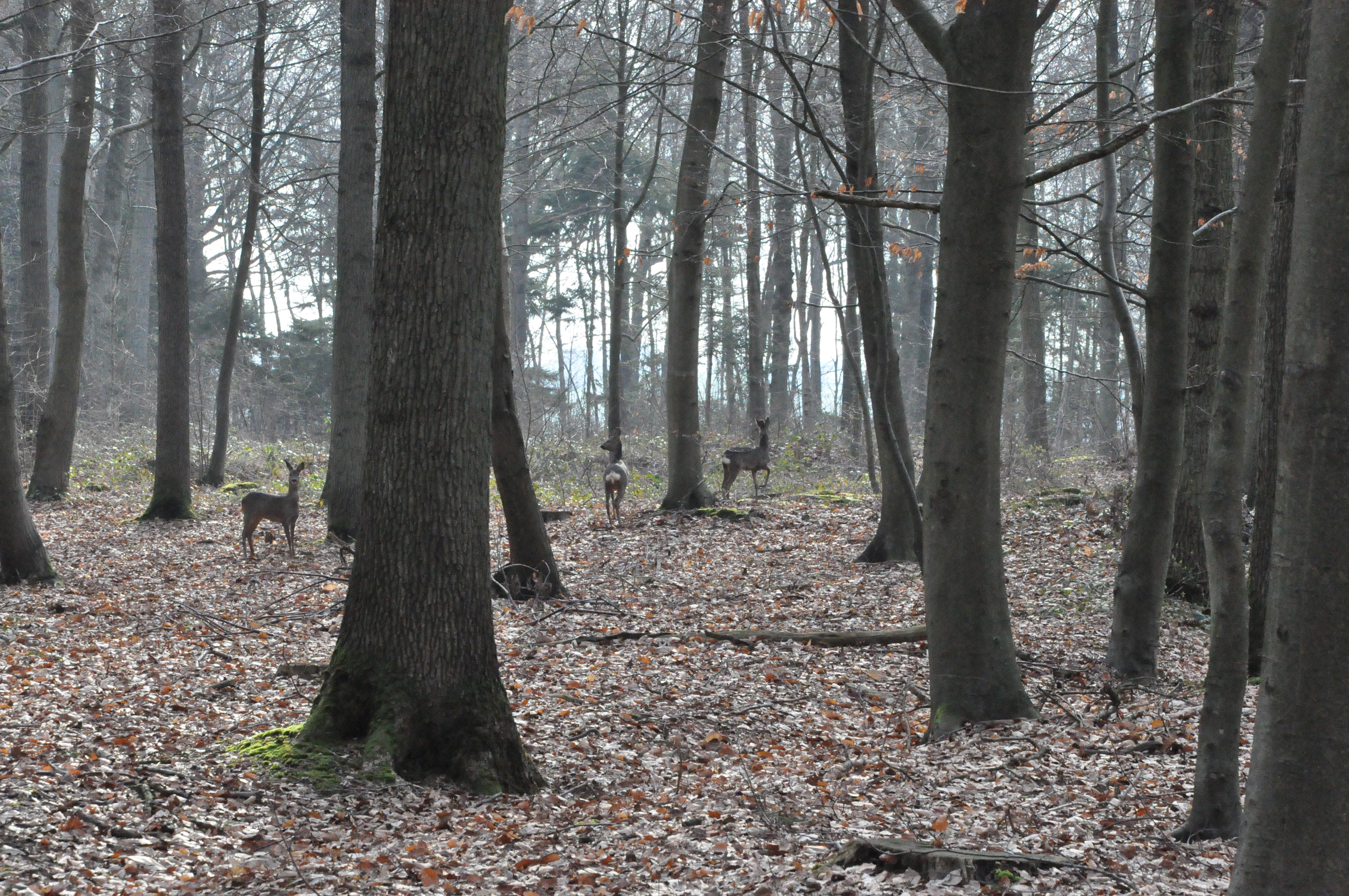
Rencontre avec des chevreuils au bois des huit-rues.
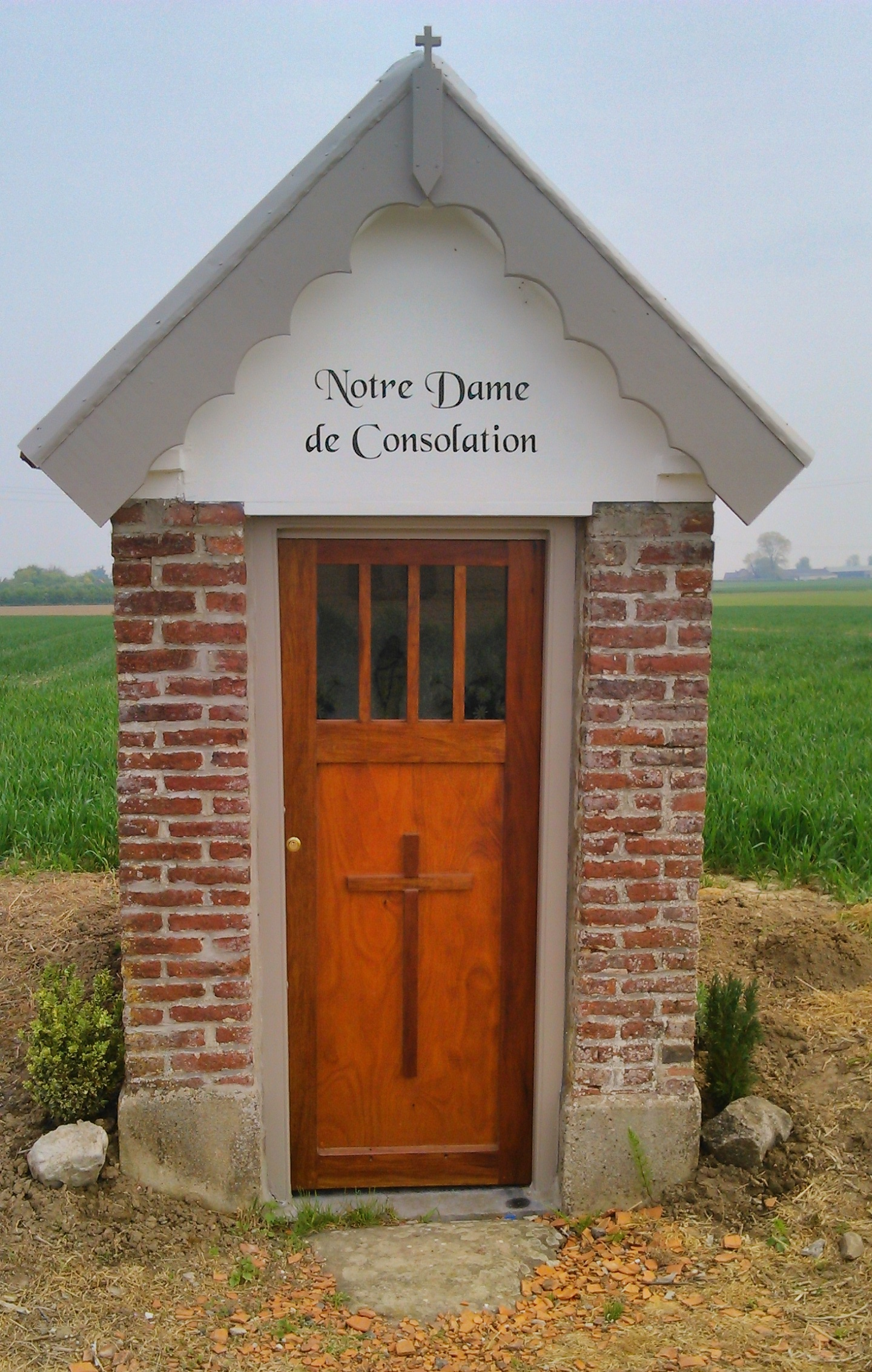
L'oratoire Notre Dame de Consolation.

### Personnalités liées à la commune
- Albert Deveyer, instituteur, puis professeur, écrivain, et poète, auteur de nombreux poèmes et ouvrages sur Hazebrouck et les Flandres d'autrefois.

### Héraldique
| Blason de Wallon-Cappel | Blason  | D'or à deux fasces de gueules. |
| Blason de Wallon-Cappel | Détails | Les armes sont identiques à celles de Christian Ier, comte d'Oldenbourg, ainsi que de la Famille de Carné de Bretagne. Le statut officiel du blason reste à déterminer. |